# Withiel
 (septembre 2023).
Withiel est une paroisse civile et un village des Cornouailles, en Angleterre.